# Don't Let Your Dreams Fall Asleep
Don't Let Your Dreams Fall Asleep este al treilea album al formației Luna Amară. Materialul a fost lansat în data de 8 mai 2009 sub formă de CD, fiind distribuit împreună cu revista Sunete. Conține 12 piese înregistrate în vara și toamna anului 2008. Spre deosebire de primele două discuri realizate de trupa clujeană, doar trei melodii de pe acest album au versuri în limba română, restul fiind în engleză.
„Odată cu acest album s-a risipit și cea din urmă umbră a ceea ce fusese LP-ul de debut, chiar dacă apar, de fiecare dată când se poate, trimiteri formale la ceea ce fusese muzica de pe «Asfalt». A crescut cumva profesionalismul, prin numeroasele concerte și experiențe adiacente, dar a dispărut imaginația. (...) Vedem «Don't Let Your Dreams Fall Asleep» peste albumul anterior, «Loc lipsă», dar sub primul, «Asfalt». Întoarcerea de la direcția dură, cumva de «nu metal» la cea de indie este benefică.”—Mihai Plămădeală, Muzici și Faze, 12 noiembrie 2009
Materialul discografic este plasat pe poziția a șaptea în topul albumelor românești apărute pe parcursul anului 2009, clasament realizat și publicat de revista Muzici și Faze: „Un album Luna Amară nu poate fi trecut cu vederea în România, indiferent de inspirația protagoniștilor. Acesta este mai reușit decât cel anterior.”

## Piese
1. Into Another (4:54)
2. Transitions (4:33)
3. Chihlimbar (4:19)
4. Unghii de drac (4:15)
5. True Sunshine (3:57)
6. Deadends (5:55)
7. No Return (8:02)
8. Kill the Dancer (3:29)
9. Hunt the Wire (5:54)
10. Floodmoses (5:42)
11. Little Sun (11:16)
12. Mara 2008 (bonus track) (4:02)

## Personal
Componența formației:
- Mihnea Blidariu – vocal, chitară, trompetă
- Nick Făgădar – vocal, chitară acustică
- Valentin Deac – chitară
- Sorin Moraru – chitară bas
- Răzvan Ristea – baterie

Detalii tehnice:
- Înregistrări muzicale efectuate la studioul Glas Transilvan din Cluj-Napoca (iunie–noiembrie 2008). Inginer de sunet: Oliver Vegh.
- Mixaje: Oliver Vegh & Luna Amară. Masterizare: Oliver Vegh.
- Grafică: Florin Chereji. Producători: Luna Amară & Sunete (cu excepția piesei „Mara”, produsă de Roton).